# Майк Мібург
Майк Мібург (англ. Mike Myburg; нар. 23 червня 1953) — колишній південноафриканський тенісист.
Найвищу одиночну позицію світового рейтингу — 159 місце досяг 2 січня 1984, парну — 143 місце — 2 січня 1984 року.
Здобув 1 парний титул.
Найвищим досягненням на турнірах Великого шолома було 3 коло в одиночному розряді.

## Фінали за кар'єру

### Парний розряд: 2 (1–1)
| Результат | W-L | Дата     | Турнір            | Покриття | Партнер             | Суперники                       | Рахунок  |
| --------- | --- | -------- | ----------------- | -------- | ------------------- | ------------------------------- | -------- |
| Поразка   | 0–1 | Вер 1982 | Женева, Швейцарія | Ґрунт    | Карл Лімбергер      | Павел Сложил Томаш Шмід         | 4–6, 0–6 |
| Перемога  | 1–1 | Сер 1983 | Клівленд, США     | Тверде   | Хрісто ван Ренсбург | Франсіско Гонсалес Метт Мітчелл | 7–6, 7–5 |